# Таскаев, Вадим Васильевич
Вадим Васильевич Таскаев — советский хозяйственный, государственный и политический деятель.

## Биография
Родился в 1931 году в Свердловске. Член КПСС.
С 1954 года — на хозяйственной, общественной и политической работе. В 1954—2000 гг. — помощник начальника, начальник участка, помощник главного инженера шахты № 38 «Бектышская», начальник участка шахты «Пригородная», главный инженер шахты № 3 «Куллярская», начальник шахты № 1 «Южно-Батуринская» Челябинского угольного бассейна, первый секретарь Еманжелинского горкома КПСС, заместитель начальника комбината «Челябинскуголь» по производству, начальник комбината «Киргизуголь», генеральный директор ПО «Средазуголь», генеральный директор ПО «Красноярскуголь», начальник подотдела, заведующий отделом Госплана СССР, заведующий отделом Бюро по топливно-энергетическому комплексу Совета Министров СССР, советник президента корпорации «Уголь России».
Делегат XXVI съезда КПСС.
Жил в Москве.